# Jean Hersholt
Jean Pierre Carl Hersholt, født Buron (12. juli 1886 i København – 2. juni 1956 i Beverly Hills) var en dansk-amerikansk stumfilmsskuespiller, som i 1914 flyttede til Hollywood for at forbedre sine karrieremuligheder.
Hersholt var H.C. Andersen-entusiast og hans oversættelser af dennes eventyr til engelsk siges at være de bedste engelsksprogede udgaver. Det store H.C. Andersen-arbejde var medvirkende til, at han blev Ridder af Dannebrog i 1946. Han modtog Ingenio et arti 1955.
En særlig pris, The Jean Hersholt Humanitarian Award (Jean Hersholts humanitære pris), som overrækkes under Oscar-uddelingen, er opkaldt efter ham, på grund af hans store humanitære og velgørende arbejde.

## Familie
Jean Hersholt var søn af Henri Pierre Buron (1859-1922, søn af en fransk far og en dansk mor) og dennes første hustru Clara født Petersen (1854-1931, datter af en dansk kristen far og en dansk jødisk mor.) Forældrene blev gift i København i 1879, begge var frisører, dog var faren endvidere senere cigar -og vinhandler.
Jean Hersholt skiftede navn fra Buron til Hersholt i 1911 i København.
Hersholt var involveret i Den store Sædelighedssag i 1906-07 i København, og blev idømt 8 måneders forbedringshus for overtrædelse af § 177 i Straffeloven af 1866 og for mandlig prostitution.
Han blev gift den 11. april 1914 i San Francisco med danskeren Petra Sørine "Via" Andersen (1892-1983) Parret fik to børn, Allan som medvirkede i filmen Forgotten, instrueret af Richard Thorpe, fra 1933 samt Jean Hersholt Jr. Hersholt var halv-onkel (gennem ægteskab til sin hustru "Via") til skuespilleren Leslie Nielsen og til dennes bror, Canadas forhenværende vice-premierminister, Erik Nielsen.
Hersholt er begravet på Forest Lawn Memorial Park Cemetery i Glendale, Los Angeles.